# جار جار بینکس
جار جار بینکس (انگلیسی: Jar Jar Binks) یک شخصیت خیالی در جنگ ستارگان، ساخته شده توسط جورج لوکاس است. او برای اولین بار در قسمت اول: تهدید شبح ظاهر شد. او سپس نقش‌های کوچک‌تری را در قسمت دوم: حمله کلون‌ها و قسمت سوم: انتقام سیت بازی کرد. ایفاگر نقش او در اکثر نمایش‌ها احمد بست بود.
او که در قسمت اول جنگ ستارگان به عنوان یک آرامه خنده‌دار به نمایش درآمد؛ پس از انتشار فیلم، او با پذیرش عمیقاً منفی از طرف مخاطبان و منتقدان روبه‌رو شد و امروز نه تنها در میان جنگ ستارگان بلکه در میان تمام تاریخ سینما به یک شخصیت بسیار منفور شناخته می‌شود.
جار جار بینکس از نژاد گونگان‌ها است. گونگان‌ها بدنی غول پیکر و گوش‌های دراز و آویزان دارند. آنها دوزیستانی اند که به نظر می‌رسد تکامل یافته قورباغه‌ها و وزغ‌ها باشند. همچنین آنها قدرت پریدن باورنکردنی دارند.